# Cephaloscyllium signourum
Cephaloscyllium signourum es una especie de peces de la familia Scyliorhinidae en el orden de los Carcharhiniformes.

## Morfología
• Los machos pueden llegar alcanzar los 74,1 cm de longitud total.

## Hábitat
Es un pez de mar y de clima tropical que vive entre 480-700 m de profundidad.

## Distribución geográfica
Se encuentra en Australia.